# Solpuga wittei
Solpuga wittei är en spindeldjursart som beskrevs av Roewer 1952. Solpuga wittei ingår i släktet Solpuga och familjen Solpugidae. Inga underarter finns listade i Catalogue of Life.